# 侯景之乱
侯景之乱為548年發生於蕭梁的一場內戰，將領侯景以武力劫持梁武帝並實際掌權長達四年。蕭梁都城建康（今南京城）被圍時爆發嚴重饑荒和食人事件，屍體更再引發瘟疫，城破前建康人口十萬，城破後不足四千（<4%）。由於缺軍糧，城破後侯景「軍人屠馬于殿省間鬻之，雜以人肉，食者必病」；最終陈霸先和王僧辩於552年聯軍逼走侯景，但聯軍又搶劫建康百姓，百濟國使者見之流淚。侯景之亂充分暴露了宗室士族门阀的腐朽无能，最終其亦受到嚴重打擊、加速士族衰亡。內鬥導致宗室或割據、或投靠北方勢力，甚至為互鬥先後向西魏北齊借兵，引入北方勢力大幅干預、丟失大片領土；同時亦坐大了陳霸先、王僧辯等軍閥，直接導致後來的陳霸先代梁，亦加劇了南北朝北強南弱的情況，埋下了南朝被北朝征服的遠因。

## 过程

### 導火線
侯景原为东魏大将，后投西魏但未能得到西魏的信任，又于南梁开国君主梁武帝太清元年（547年）率部隊投降南梁，但随即夺取南梁的寿阳。梁武帝為收復中原而招納侯景，默许他割据寿阳，封為河南王。武帝兄子贞阳侯萧淵明被東魏俘獲，梁武帝打算用侯景與東魏進行交換。這件事激怒了侯景，於公元548年舉兵反叛。
另外，南梁梁武帝在位中后期篤信佛教不事朝政（見漢傳佛教#南北朝），广建寺庙佛塔，还舍身同泰寺，要群臣用巨款为他赎身。武帝晚年，出任方镇的诸王无不拥兵自重。吏治极端黑暗，士族日趋腐朽，形成了“人人厌苦，家家思乱”，给了侯景之乱可乘之机。

### 侯景圍攻建康
548年八月，侯景反对南梁与东魏议和，以诛杀中领军朱异、少府卿徐驎为名，在寿阳起兵反梁。暗中勾结临贺王萧正德，让他在梁都建康（今江苏南京）作内应。梁武帝立即派邵陵王萧纶统军征讨侯景。侯景放弃淮南，率轻骑攻打建康，九月，留下部将王显贵守寿阳（今安徽省寿县），诈称游猎，出寿阳城。十月，侯景扬言进攻合肥，实际上攻下谯州（今安徽省滁州市）、历阳（今安徽省和县），率军抵达长江。梁武帝召尚书羊侃问讨伐侯景之策，羊侃请派二千人守采石（今安徽省马鞍山市），另派一军攻打寿阳，使侯景前进受阻，退失基地。因朱异反对，羊侃的建议未被采纳。
梁武帝命萧正德为平北将军、都督京师诸军事，屯守丹阳郡（今江苏南京西南）。萧正德派大船数十艘，以运芦苇为名，暗中接济侯景辎重。梁将王质率水军三千巡弋江上。侯景将要渡长江，派间谍探查。临川郡太守陈昕向梁武帝建议，重点守卫采石，王质水军力弱，要求增加守军。梁武帝命王质与陈昕换防，但因陈昕曾任萧纶常侍，萧纲不欲萧纶、陈昕立功。间谍将这件事告知侯景，侯景在王质与陈昕换防之间隙，以騎數百人聯合步兵八千人自横江（今安徽省和县西南）渡長江，抢占采石，俘获陈昕，分兵攻下姑孰城（今安徽省当涂县），俘获淮南郡太守萧宁，大军至慈湖（今安徽省当涂县西北）。陈昕说服侯景手下仪同三司范桃棒率所部袭杀侯景部下行台左丞王伟、部将宋子仙，再去建康投降。武帝闻讯大喜，但皇太子萧纲担心有诈，犹豫不决，结果范桃棒被部下告发，和陈昕都被侯景处死。
梁武帝命宣城王萧大器总督城内诸军，赦免囚徒作为军队。侯景大军抵达朱雀桁（今江苏南京南），萧正德开宣阳门，迎接侯景军入建康城。侯景包围了台城（今南京玄武湖南），筑长围以断绝台城内外联络。羊侃指揮台城保衛戰。由於台城被圍，無法聯繫，羊侃以風箏傳達音訊。十一月，羊侃積勞成疾卒，吳景頂替。
侯景立萧正德为帝，自为丞相，改元正平，又攻下东府城（今江苏南京东南角）。再攻台城，荆州刺史湘东王萧绎联络侄子湘州刺史河东王萧誉、雍州刺史岳阳王萧詧等一起增援建康。萧绎从江陵（今湖北省荆州市）发兵。萧纶回军京口（今江苏镇江），率步骑三万西上。侯景派军抵达江乘（今江苏句容北）阻击。萧纶迂回至蒋山（即南京钟山）扎营，侯景一面准备退走，一面分兵三路进攻萧纶。萧纶击败侯景，使他退向覆舟山（今南京市九华山）北。玄武湖一战，萧纶战败，逃到朱方（今江苏丹徒东南）。侯景继续攻打台城。鄱阳王萧范与西豫州刺史裴之高、建安郡太守赵凤举率军救援，在蔡洲（今江宁区西南江中）屯兵，等待长江上游的援军。北徐州刺史萧正表则投降侯景，率兵一万人在欧阳（今江苏仪征）长江中立栅，阻遏江陵萧绎等援军，又袭广陵（今江苏扬州西北），败后还钟离（今安徽凤阳东北），归降东魏。十二月，侯景火攻台城，又引玄武湖水灌台城，仍未攻下。此时，梁朝衡州刺史韦粲、司州刺史柳仲礼、西豫州刺史裴之高、南陵郡太守陈文彻等援军在新林王游苑（今江宁区西南）会师，合兵十余万，沿秦淮河立栅，侯景在秦淮河北岸立栅相拒。侯景兵不过八千，建康城外有援軍二三十萬人，共推司州刺史柳仲禮為大都督，协调诸军行动。但援軍多持观望态度，沒積極勤王。侯景派步骑万人挑战，柳仲礼因为诸军新至，坚壁不出。后听萧绎已率三万鋭卒自江陵东下，部署诸军进击侯景。
549年正月，韦粲率军进攻，遇大雾迷路，到达青塘，夜已过半，立栅未成，被侯景军突袭，韦粲战死。柳仲礼在青塘，稍稍挫败侯景军，但自己也几乎被杀。双方隔秦淮河对峙。萧纶收残军与东路援军萧大连等同柳仲礼会合，江陵援军萧方等、王僧辩率军抵达。正月二十七日，萧纶所属萧嗣、李迁仕、樊文皎等部渡过秦淮河，攻破东府前栅，使侯景军后撤。李迁仕、樊文皎率五千精锐深入敌军营地攻打，开始获胜，后被侯景部将宋子仙用伏兵击败，樊文皎战死。柳仲礼凌侮援军诸将，援军内部猜忌，诸将均无战心，各自思归。

### 建康飢荒、食人、瘟疫
太清三年三月十二日，台城兵尽粮绝，瘟病流行，萧纶子萧坚不恤士卒，其书佐董勋、熊昙朗引侯景军由西北角楼处攻入台城，台城終於城破，萧坚被杀。侯景挟持梁武帝及太子萧纲，矫诏解散援军。各路援军退还，柳仲礼等出降，侯景占领了建康全城，控制了梁朝军政大权。史書記載的人相食、瘟疫如下：

#### 史書記載
- 《魏書·卷98列傳第86 島夷蕭衍傳》：「衍城內大飢，人相食，米一斗八十萬，皆以人肉雜牛馬而賣之。軍人共於德陽堂前立市，屠一牛得絹三千匹，賣一狗得錢二十萬。皆熏鼠捕雀而食之，至是雀鼠皆盡，死者相枕。[...]自景圍建業，城中多有腫病，死者相繼，無復板木，乃刳柱為棺。自雲龍、神虎門外，橫屍重沓，血汁漂流，無復行路。及景入城，悉聚屍焚之，煙氣張天，臭聞數十里。初，城中男女十餘萬人，及陷，存者纔二三千人，又皆帶疾病，蓋天亡之也。衍尋為景所餓殺。自衍為景攻圍歷百餘日，衍子荊州刺史、湘東王繹，益州刺史、武陵王紀各擁兵自守，坐看衍之懸危，竟不奔赴。始景渡江至陷城之後，江南之民及衍王侯妃主、世胄子弟為景軍人所掠，或自相賣鬻，漂流入國者蓋以數十萬口，加以饑饉死亡，所在塗地，江左遂為丘墟矣。」

- 《資治通鑑·卷162 梁紀十八》：「初，閉城之日，男女十餘萬，擐甲者二萬餘人；被圍既久，人多身腫氣急，死者什八九，乘城者不滿四千人，率皆羸喘。橫屍滿路，不可瘞埋，爛汁滿溝，而眾心猶望外援。」

- 《梁書·卷56列傳第50 侯景》：「景食稍盡，至是米斛數十萬，人相食者十五六。初，援兵至北岸，百姓扶老攜幼以候王師，才得過淮，便競剝掠，賊黨有欲自拔者，聞之咸止。賊之始至，城中才得固守，平蕩之事，期望援軍。旣而四方雲合，衆號百萬，連營相持，已月餘日，城中疾疫，死者太半。[...]城中積屍不暇埋瘞，又有已死而未斂，或將死而未絕，景悉聚而燒之，臭氣聞十餘里。」

- 《南史·卷80列傳第70 賊臣》：「城中圍逼既久，膝味頓絕，簡文上廚，僅有一肉之膳。軍士煮弩熏鼠捕雀食之。殿堂舊多鴿群聚，至是殲焉。初，宮門之閉，公卿以食為念，男女貴賤並出負米，得四十萬斛，收諸府藏錢帛五十億萬，並聚德陽堂，魚鹽樵采所取蓋寡。至是乃壞尚書省為薪，撤薦銼以飼馬，盡又食飰焉。禦甘露廚有幹苔，味酸鹹，分給戰士。軍人屠馬于殿省間鬻之，雜以人肉，食者必病。賊又置毒于水竇，於是稍行腫滿之疾，城中疫死者太半。初，景之未度江，魏人遣檄，極言景反復猜忍，又言帝飾智驚愚，將為景欺。至是禍敗之狀，皆如所陳，南人咸以為讖。時景軍亦饑，不能復戰。[...]初，城圍之日，男女十餘萬，貫甲者三萬，至是疾疫且盡，守埤者止二三千人，並悉羸懦。橫屍滿路，無人埋瘞，臭氣熏數里，爛汁滿溝洫。」

### 侯景大權在握
城破後，侯景又矫武帝诏，复废萧正德为临贺王、侍中、大司马，萧正德遂图谋杀侯景，事败被杀。侯景又克扣梁武帝饮食，五月，梁武帝躺在净居殿，多病口苦而死，侯景又立太子萧纲为傀儡皇帝，自居相國、都督六合諸軍事，幽禁簡文帝萧纲且防卫很严，只允许他和几个文弱大臣接触、讲谈。不久自稱漢王，以王克為太師，宋子仙為太保，元羅為太傅，郭元建為太尉，支化仁為司徒。娶萧纲女溧陽公主。萧坚弟萧确引弓殺侯景，弦斷失敗，被殺。侯景又杀死其他谋害自己的人如南康王萧会理兄弟、柳敬礼等。三月至十二月，侯景派军夺下三吴。

### 勤王戰爭
南梁宗室中，萧绎军队较强，却没有积极勤王，而因与萧誉、萧詧生隙而互相攻击。大寶元年（550年）四月，王僧辯攻破湘州，殺蕭譽，萧詧以襄阳附西魏，被封为梁王。逃據郢州（今湖北鍾祥）的萧纶虽写信及出兵仍未能阻止此次叔侄相争，准备讨伐侯景时亦遭萧绎猜忌攻击。八月，王僧辩攻郢州，萧纶投靠北齊。因萧绎亦依附北齐，北齐虽封萧纶为梁王，但不助之，萧纶又被侯景将任约所败，终被西魏所杀。益州刺史武陵王萧纪也没有出兵勤王，仅派次子西阳王萧圆正在萧绎手下听候调度。
侯景攻下江州（今江西九江）、豫章郡（今江西南昌）后，萧绎派徐文盛率军数万在贝矶（今湖北省黄冈市西）打败任约，侯景派宋子仙等率兵二万西援。大寶二年（551年）正月，新吴郡（今江西奉新）太守余孝顷举兵声讨侯景，侯景命于庆攻打。萧绎派护军将军尹悦、安东将军杜幼安、巴州刺史王珣等率军二万，自江夏（今湖北武汉市武昌区）到达武昌（今湖北鄂州市），受徐文盛节度，进击任约。三月，徐文盛等攻克武昌，任约求救于侯景。侯景亲领军西上，闰三月，进至西阳（今湖北省黄冈市东），与徐文盛等隔江对峙，徐文整击破侯景军垒。四月，侯景听说江夏空虚，命宋子仙、任约率四百骑兵从黄冈过江，袭郢州，擒杀萧绎的儿子萧方诸。侯景越过徐文盛军垒入据江夏。徐文盛各军溃败，徐文盛逃往江陵，王珣、杜幼安等人投降侯景。
萧绎派王僧辩为大都督，统率诸军，进至巴陵（今湖南岳陽）。王僧辩知郢州失守，在巴陵筑垒固守。宋子仙率軍一萬人，从隐矾（今湖南临湘西北长江南岸）直攻巴陵，侯景隨後亦趕往巴陵，「緣江戍邏，望風請服」，非常得意。五月，侯景军疾疫流行，士卒死伤大半。萧绎以胡僧祐为武猛将军援救巴陵，与信州刺史陆法和在赤沙亭（今湖南华容南）会师。
五月二十九日，侯景派仪同三司来亮接收宛陵（安徽宣州），為宣城郡長杨白华所殺。六月，任约兵败，被俘。侯景得知，烧营退走。留宋子仙领兵二万驻守郢州，派别将支化仁镇守鲁山（今湖北武汉东北），派仪同三司任廷和与范希荣等分别守晋州（今安徽怀宁）、江州（今江西九江）自率大军东归，在芜湖被豫州刺史荀朗攻击，突围回到建康。侯景部将于庆进攻鄱阳（今江西波阳）没有成功，也撤兵。
萧绎督军东下，命陆法和扼守巫峡口，以防萧纪东出。六月十八日，王僧辩抵汉口，攻克鲁山，擒俘支化仁。六月十九日，攻郢州，克外城。宋子仙退守内城。荀朗攻击濡须（安徽省含山县），打擊侯景後勤部隊。六月二十二日，宋子仙退到白杨浦，被周铁虎生擒。
江州刺史陈霸先在南康（今江西赣州市西南）发兵，进屯西昌（今江西泰和）。七月，王僧辩克湓城（今江西九江西），陈霸先三万人屯巴丘（今江西峡江北），想要和王僧辩会合。八月，王僧辩前锋在郭默城（今江西九江东北）攻打于庆，于庆与浔阳（今江西九江）守将范希荣弃城东走。萧绎命王僧辩屯兵浔阳，以待上流援军。
八月，侯景迫使簡文帝禅位给昭明太子之孙豫章王萧栋，给自己加九锡，废梁简文帝为晋安王。后杀死梁简文帝。十一月自立為帝，國號漢。承圣元年（552年）二月，萧绎进攻侯景，命王僧辩率诸军从浔阳出发。陈霸先率甲士三万、舟船二千从南江（今江西省赣江）北上。王僧辩與陈霸先會合在白茅湾（今安徽怀宁东）。王僧辩攻克南陵（今安徽省繁昌县西）、鹊头（今安徽省铜陵县）二地，进至大雷（今安徽省望江县），侯景命侯子鑑率水师拒之，侯子鑑败奔淮南（今安徽当涂县）。王僧辩和陈霸先合軍抵芜湖，守将张黑不戰而走。侯景派兵二千助守侯子鉴所据姑孰。三月，王僧辩军以大舰断其归路，輕取姑孰（今安徽當塗），击败侯子鑑，克历阳（今安徽和县），侯景命人把装满石头的大小船只沉入江里，堵塞秦淮河口，从石头城（今江苏南京西）至朱雀桁十余里筑垒。

### 建康被勤王軍搶掠
陈霸先开始強渡秦淮河北岸，三月十四日，駐軍落星山，擇地築柵。王僧辯亦進軍招提寺北（石頭城北），各軍依次一連興築八個城寨。侯景恐怕西州（建康城西）道路被切斷，率侯子鑑等在石头城东北修筑五城，以大將王伟守台城，自率万余人列阵于西州之西。陈霸先退军诱敌，派弓弩手二千横击其后，率先擊敗侯景，王僧辩亦率兵前進。侯景部将卢晖略开北门迎降，王僧辯攻下建康，侯景兵败，不敢入台城，乘船東逃吴地（今江苏苏州），王僧辩入台城，命侯填追击，四月，侯景從滬瀆入海，至胡豆洲（今江苏南通一带）為其部下殺死。
王僧辩攻克台城时，亦大肆抢掠，时“佥以王师之酷，甚于侯景。”萧栋兄弟三人虽逃出侯景控制，却被萧绎手下朱买臣所杀。十一月蕭繹稱帝於江陵，是為梁元帝。萧纪更早称帝，于是二帝并立直到萧纪被元帝消灭为止。

## 影响

### 南梁政治
最初侯景曾向蕭衍求婚於琅琊王氏、陈郡谢氏两家，蕭衍认为王谢门第太高而無法答應，說：“王謝門高非偶，可於朱張以下訪之。”侯景恨道：“會將吳兒女以配奴！”侯景深深記恨，一進入建康後，屠杀王谢两家最惨，几乎亡族。劉禹錫有〈烏衣巷〉詩：“舊時王謝堂前燕，飛入尋常百姓家”。侯景之亂历时长达三年零八個月，南朝士族遭到沉重打擊，南方社會造成極大破壞，六朝古都建康“千里煙絕，人跡罕見，白骨成聚，如丘隴焉”。據顏之推《觀我生賦》自註：「中原冠帶，隨晉渡江者百家，故江東有《百譜》；至是，在都者覆滅略盡。」而在平亂行動中，蕭梁宗室亦進退失據，因互相猜疑而多次手足相殘，怠誤戰機坐大叛軍之餘，亦導致宗室被逼割據或投靠西魏、北齊自保，為互鬥亦先後爭相向北方強權借兵，由此引入北方勢力大幅干預。最終宗室內鬥導致四川丟失予西魏，南朝歷代賴以為生的長江天險西段中門大開，宗室死難無數、連皇帝後來都被西魏入侵擒殺；最後亦坐大了如陳霸先、王僧辯等非宗室軍閥，是導致蕭梁滅亡的最直接因素，亦是導致北強南弱形勢加劇、最終南朝被北朝征服的遠因。